# Georges Grün
Georges Grün (ur. 25 stycznia 1962 w Etterbeek) – belgijski piłkarz grający na pozycji środkowego obrońcy.

## Kariera klubowa
Karierę piłkarską Grün rozpoczął w stołecznym klubie RSC Anderlecht. W 1982 roku został przez trenera zespołu Paula Van Himsta włączony do kadry pierwszego zespołu. W tamtym sezonie zadebiutował w pierwszej lidze belgijskiej. Został wicemistrzem kraju, ale w pierwszym składzie klubu zaczął grać rok później. Wtedy też drugi raz zajął z Anderlechtem 2. miejsce w lidze oraz wystąpił w finale Pucharu UEFA z Tottenhamem Hotspur, przegranym przez Belgów po serii rzutów karnych w drugim meczu (w obu padł remis 1:1). W 1985 roku pierwszy raz w karierze wywalczył tytuł mistrza Belgii. Zarówno w 1986 i 1987 roku obronił mistrzostwo, a w 1988 roku zdobył z "Fiołkami" Puchar Belgii. W 1989 roku powtórzył ten sukces i równocześnie został wicemistrzem ligi. W 1990 roku awansował z Anderlechtem do finału Pucharu Zdobywców Pucharów, jednak Belgowie ulegli w nim 0:2 włoskiej Sampdorii. Po zakończeniu sezonu 1989/1990 Grün odszedł z Anderlechtu.
Latem Grün został zawodnikiem włoskiej Parmy stając się trzecim obcokrajowcem w zespole obok Brazylijczyka Cláudio Taffarela i Szweda Tomasa Brolina. W Serie A zadebiutował 9 września w przegranym 1:2 domowym spotkaniu z Juventusem. W 1992 roku osiągnął swój pierwszy sukces we Włoszech, gdy zdobył Puchar Włoch. W 1993 roku dotarł z Parmą do finału Pucharu Zdobywców Pucharów i przyczynił się do zwycięstwa 3:1 nad Royal Antwerp FC. W 1994 roku także dotarł do finału tego pucharu, jednak parmeńczycy przegrali w Kopenhadze 0:1 z Arsenalem. Sezon 1993/1994 był ostatnim dla Grüna w Parmie, dla której rozegrał 109 ligowych meczów i strzelił 9 goli.
Latem 1994 roku Grün wrócił do Anderlechtu i rywalizował o miejsce w składzie z takimi zawodnikami jak Marc Emmers i Olivier Doll. W 1995 roku wywalczył tytuł mistrza Belgii, a w 1996 roku został z Anderlechtem wicemistrzem kraju. Po tamtym sukcesie odszedł z klubu i wrócił do Włoch zostając zawodnikiem Reggiany. Reggiana zajęła jednak ostatnie miejsce w lidze i spadła do Serie B, a Grün w 1997 roku zakończył piłkarską karierę.
| Sezon   | Klub             | Kraj   | Rozgrywki     | Mecze | Bramki |
| ------- | ---------------- | ------ | ------------- | ----- | ------ |
| 1982/83 | RSC Anderlecht   | Belgia | Eerste Klasse | 2     | 0      |
| 1983/84 | RSC Anderlecht   | Belgia | Eerste Klasse | 29    | 3      |
| 1984/85 | RSC Anderlecht   | Belgia | Eerste Klasse | 30    | 4      |
| 1985/86 | RSC Anderlecht   | Belgia | Eerste Klasse | 33    | 5      |
| 1986/87 | RSC Anderlecht   | Belgia | Eerste Klasse | 32    | 5      |
| 1987/88 | RSC Anderlecht   | Belgia | Eerste Klasse | 33    | 2      |
| 1988/89 | RSC Anderlecht   | Belgia | Eerste Klasse | 30    | 4      |
| 1989/90 | RSC Anderlecht   | Belgia | Eerste Klasse | 23    | 4      |
| 1990/91 | AC Parma         | Włochy | Serie A       | 33    | 2      |
| 1991/92 | AC Parma         | Włochy | Serie A       | 33    | 4      |
| 1992/93 | AC Parma         | Włochy | Serie A       | 27    | 2      |
| 1993/94 | AC Parma         | Włochy | Serie A       | 16    | 1      |
| 1994/95 | RSC Anderlecht   | Belgia | Eerste Klasse | 16    | 3      |
| 1995/96 | RSC Anderlecht   | Belgia | Eerste Klasse | 30    | 1      |
| 1996/97 | AC Reggiana 1919 | Włochy | Serie A       | 22    | 0      |

## Kariera reprezentacyjna
W reprezentacji Belgii Grün zadebiutował 13 czerwca 1984 roku podczas Euro 84, w wygranym 2:0 meczu z Jugosławią i w debiucie zdobył gola. Na tym turnieju wystąpił także w dwóch innych spotkaniach grupowych: z Francji (0:5) i z Danią (2:3).
W 1986 roku Grün po raz pierwszy wystąpił w turnieju o mistrzostwo świata. Na boiskach Meksyku zagrał w sześciu meczach Belgów: z Irakiem (2:1), z Paragwajem (2:2), w 1/8 finału z ZSRR (4:3), w ćwierćfinale z Hiszpanią (1:1, karne 5:4), w półfinale z Argentyną (0:2) oraz w meczu o 3. miejsce z Francją (2:4). Z kolei w 1990 roku na mundialu we Włoszech Grün zaliczył dwa mecze: z Urugwajem (3:1) oraz w 1/8 finału z Anglią (0:1 po dogrywce). Swój ostatni mundial Grün zaliczył w 1994 w USA. Tam zagrał czterokrotnie: z Marokiem (1:0), z Holandią (1:0), i w 1/8 finału z Niemcami (2:3 i gol w 7. minucie meczu). W 1995 roku zakończył reprezentacyjną karierę. W drużynie narodowej wystąpił łącznie 77 razy i strzelił 6 bramek.